# Power Pro Kun Pocket 3
Power Pro Kun Pocket 3 (パワプロクンポケット3?) es un videojuego de béisbol y Simulación para Game Boy Advance, fue desarrollado por Diamond Head y publicado por Konami en 21 de marzo de 2001, exclusivamente en Japón. Fue el tercer juego de Power Pro Kun Pocket, es el spin-off de la serie Jikkyō Powerful Pro Yakyū, y fue el cuarto juego para el Portátil de Nintendo.
- Datos: Q3400938